# Werk Tanne

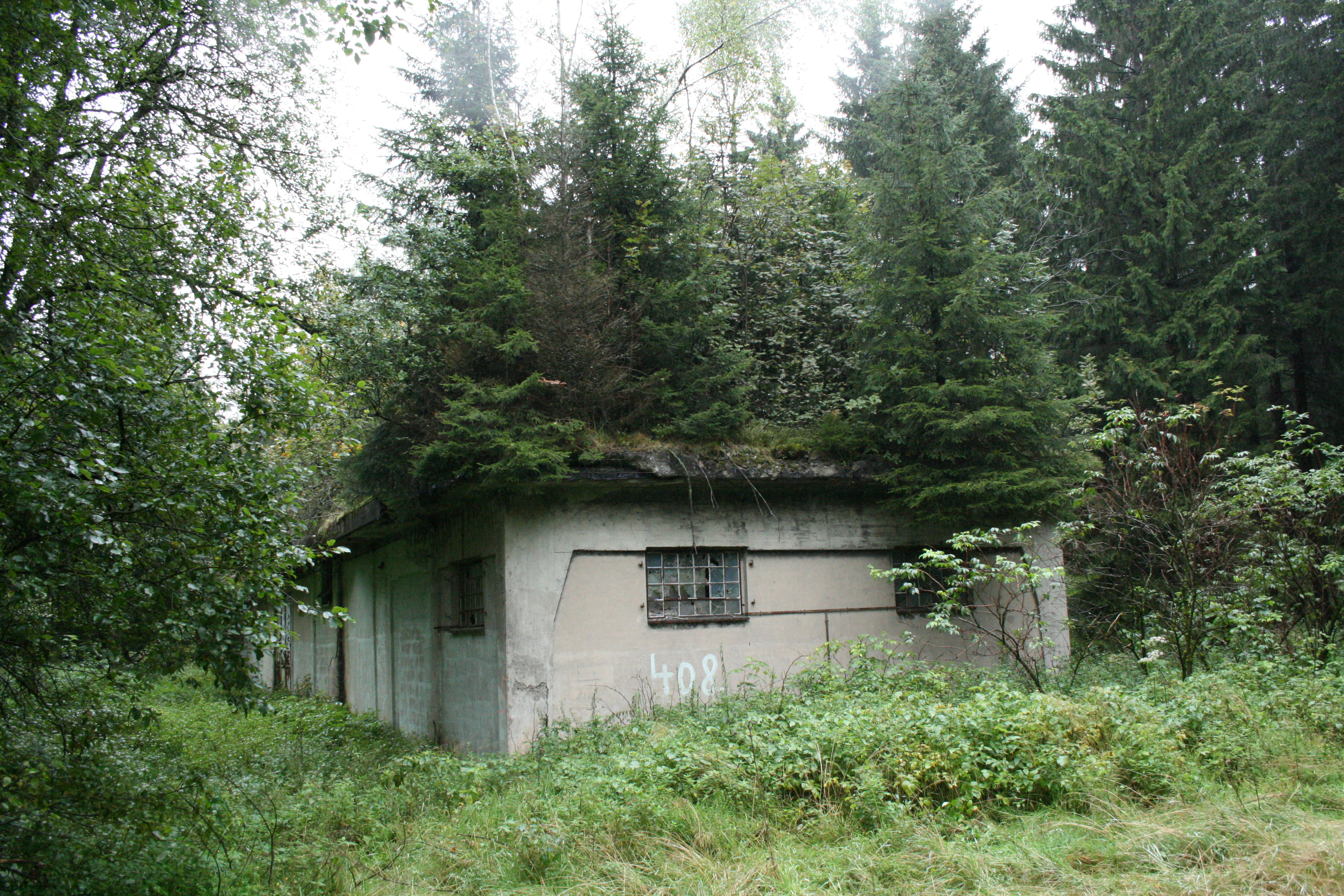
Gebäude auf dem Gelände des Werks Tanne (2007)

Das Werk Tanne, Tarnname Tanne, ist eine ehemalige Sprengstofffabrik am östlichen Ortsrand von Clausthal-Zellerfeld am Mittleren Pfauenteich. Es bestand von 1935 bis 1944 und war während der Zeit des Nationalsozialismus das drittgrößte Sprengstoff- und Munitionswerk im Deutschen Reich. Das Werk diente hauptsächlich der Produktion von TNT, in späteren Jahren wurden auch Bomben, Minen und Granaten befüllt und Rauchgranaten hergestellt.

## Geschichte

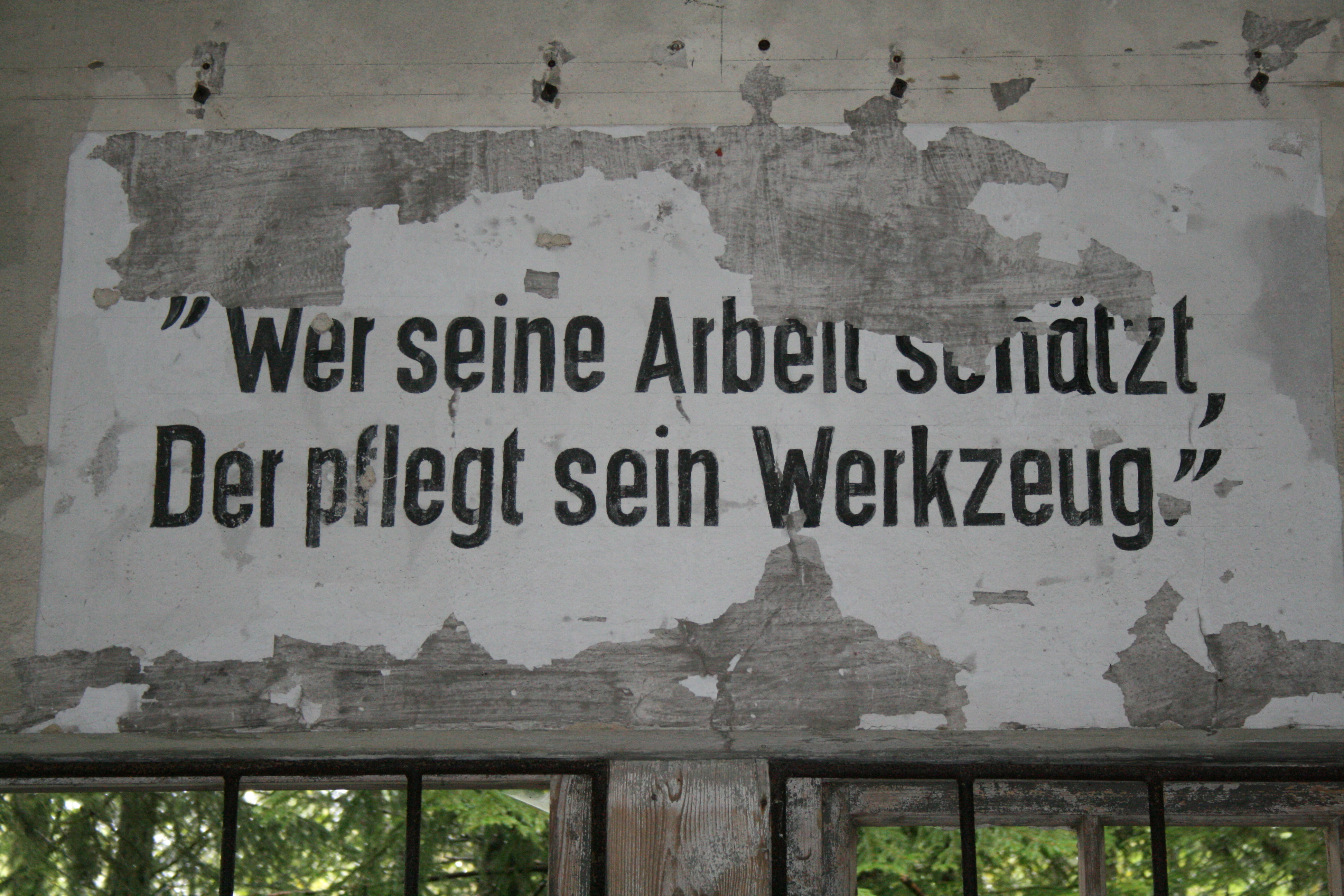
Wandaufschrift in einer Fabrikhalle

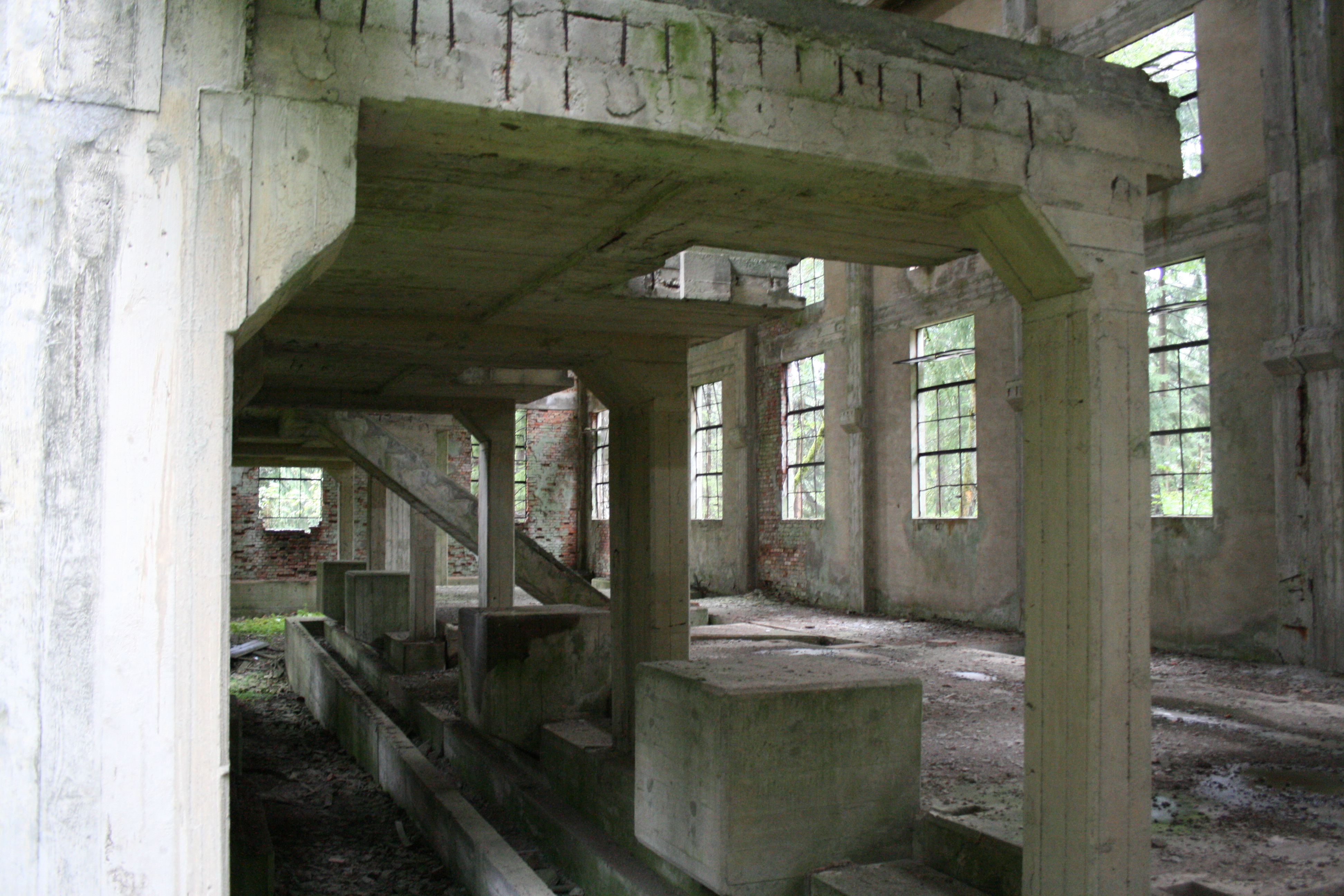
Innenaufnahme

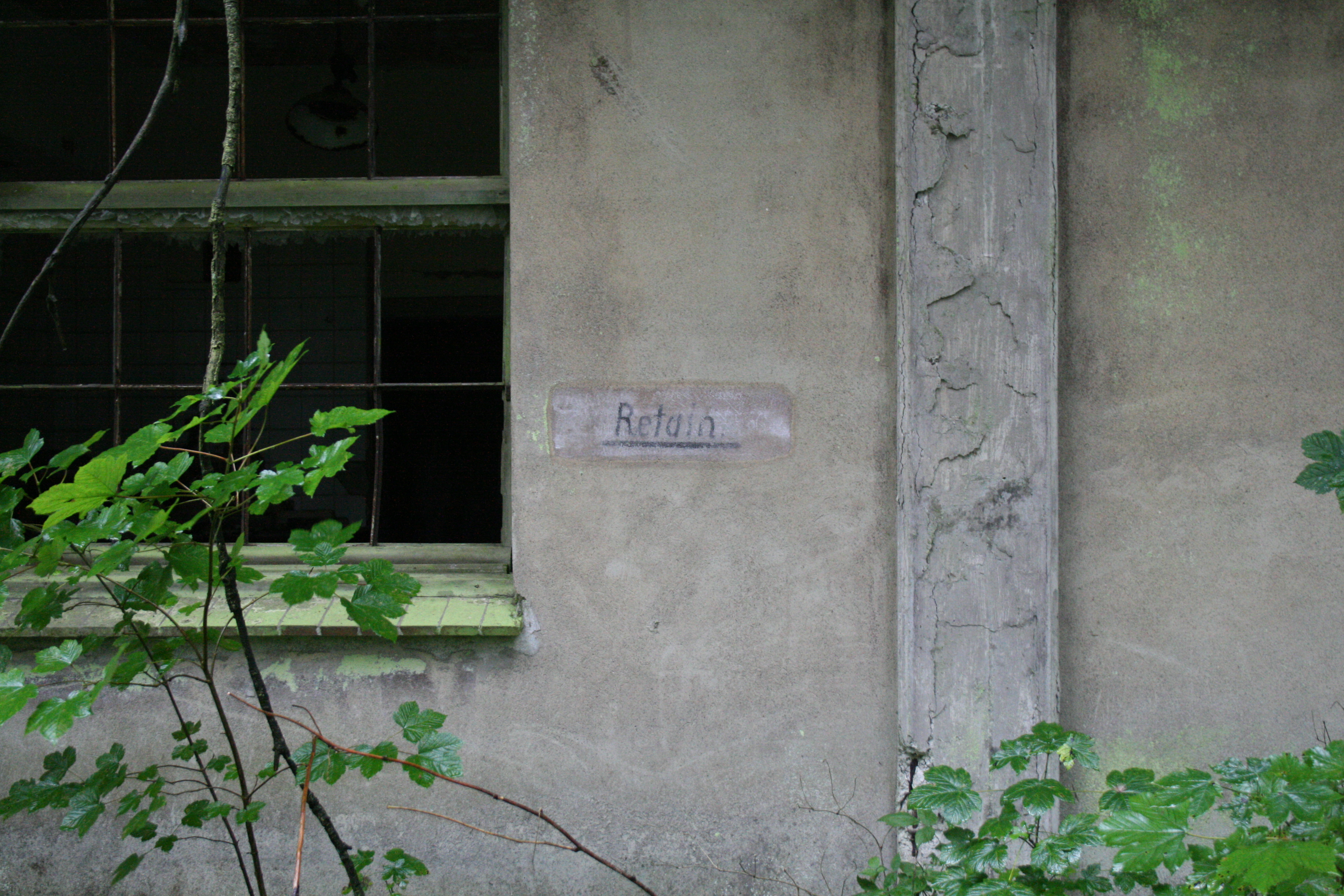
Mit „Retain“ gekennzeichnete Gebäude wurden nicht gesprengt

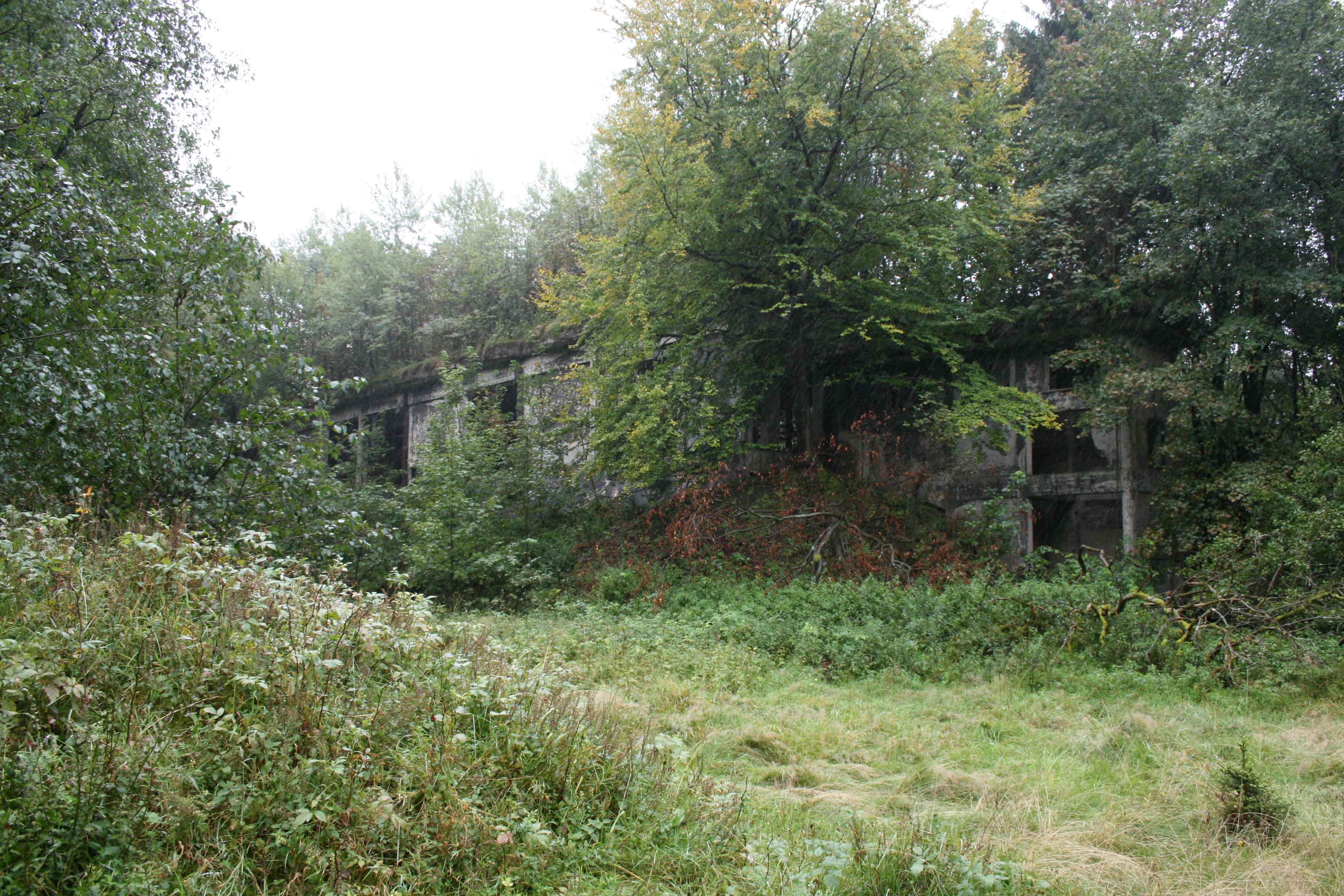
Ehemaliges Kesselhaus

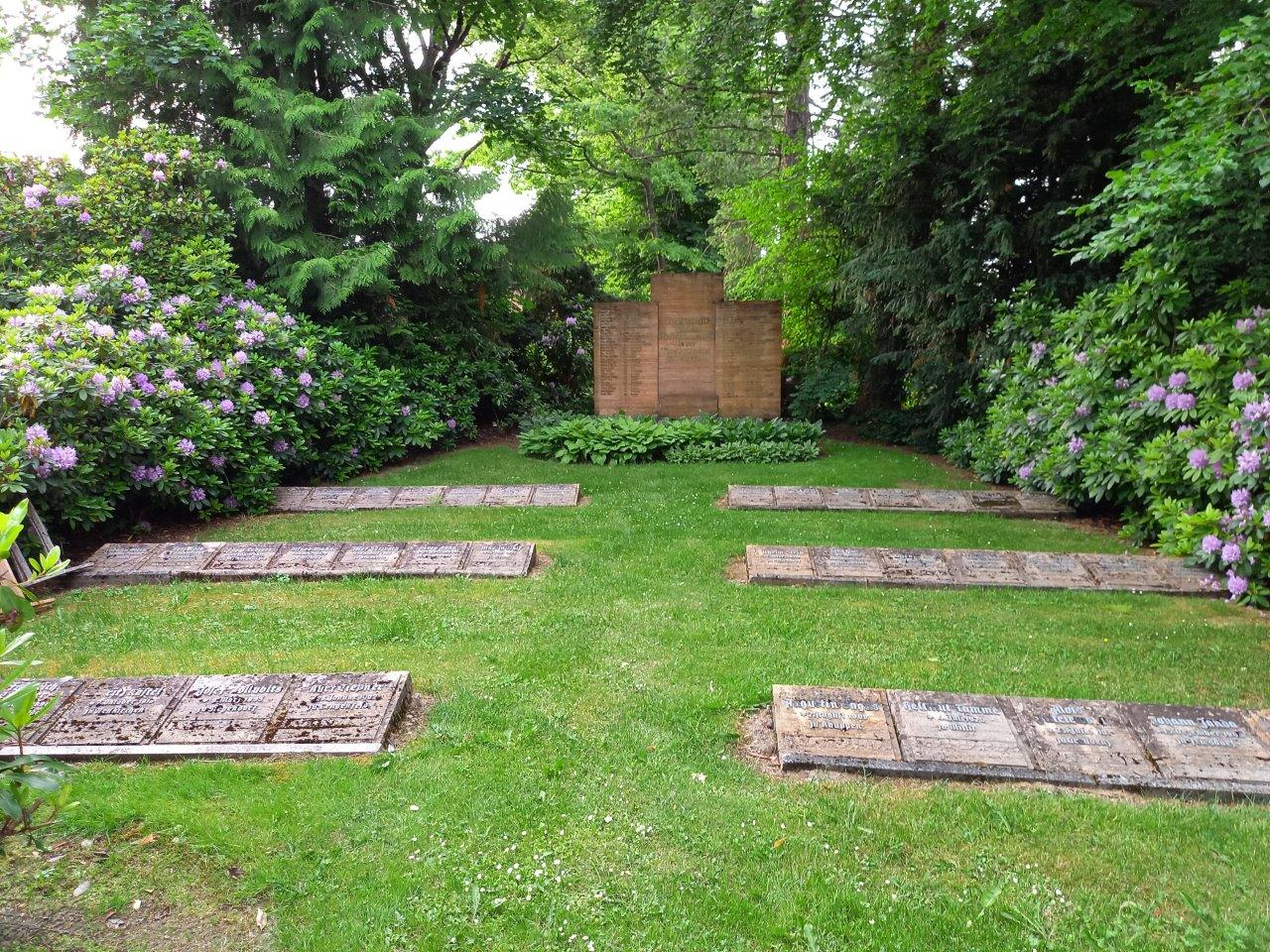
Gedenkstätte für die im Jahr 1940 getöteten deutschen Fabrikarbeiter des Werk Tanne auf dem Friedhof Clausthal

1930 wurden in Clausthal-Zellerfeld die letzten Bergwerke des Oberharzer Bergbaus stillgelegt, woraufhin die Arbeitslosigkeit erheblich anstieg. Für Clausthal-Zellerfeld als Standort einer Rüstungsfabrik sprachen die strategisch günstige Lage in der Mitte des Deutschen Reiches, die damals noch gute verkehrstechnische Anbindung per Eisenbahn, das Potenzial an hochqualifizierten arbeitslosen Facharbeitern sowie die guten Möglichkeiten zur Tarnung gegenüber Flugzeugen. Acht Monate nach der Machtübernahme der NSDAP gab es im Dezember 1933 die ersten Planungen und 1935 wurde das 120 Hektar große Gelände durch die Montan GmbH erworben, eine Tarnfirma des Heereswaffenamtes.
Die Fabrik wurde in der Zeit von 1935 bis 1938 für die Gesellschaft m. b. H. zur Verwertung chemischer Erzeugnisse (Verwertchemie) errichtet, einer Tochter der Dynamit AG (DAG), die auch weitere Sprengstoffwerke betrieb. Sie erhielt den Decknamen „Tanne“. Es wurde hauptsächlich Füllpulver 02 (Fp. 02) hergestellt, bekannt als TNT. Die monatliche Produktion erreichte etwa 2800 Tonnen TNT. Das Fertigungskennzeichen der Einrichtung war „clt“.
Neben der TNT-Produktion gab es Einrichtungen für das Befüllen von Granathülsen und Bomben. Diese Betriebsteile wurden als „Universal-Füllstelle“ und „Bombenfüllstelle“ bezeichnet. Die „Universal-Füllstelle“ hatte eine Kapazität, um 3000 Tonnen TNT pro Monat zu verarbeiten.
Im Juni 1939, etwa drei Monate vor Kriegsbeginn, nahm die Sprengstofffabrik ihre Produktion auf. 1943/1944 produzierte Werk Tanne mit 28.000 Tonnen die größte Menge TNT im Großdeutschen Reich. Die Lagerleitung verbot es wegen des Sichtschutzes aus der Luft unter Strafe, Bäume zu fällen, des Weiteren war nur die Neupflanzung von Fichten erlaubt.
Im späteren Verlauf des Krieges ereigneten sich mehrere Unglücke im Werk, das schwerste war die Explosion der Nitrierungsanlage am 6. Juni 1940, bei der 61 Menschen starben. Die Arbeiter, die sich zur Zeit der Explosion in der Nähe befanden, wurden durch die Maschendrahtzäune gedrückt, so dass die genaue Identifizierung unmöglich wurde. In ganz Clausthal-Zellerfeld barsten die Scheiben und der Rührstab der Nitrierungsanlage flog knapp zwei Kilometer weit bis zum Klepperberg.
Am 7. Oktober 1944 um 12.30 Uhr griffen 129 schwere Bomber vom Typ B-24 „Liberator“ der US-Luftstreitkräfte mit 384 Tonnen Bombenlast die Sprengstofffabrik an. Das Bombardement dauerte nur zehn Minuten, wobei 493 von 1743 abgeworfenen Bomben das Werksareal und die umliegenden Lager von Zwangsarbeitern trafen. Auch die Bahnanlagen und verschiedene Gebäude in Clausthal-Zellerfeld erlitten starke Schäden, das Empfangsgebäude wurde fast völlig zerstört. 92 Menschen kamen dabei ums Leben, wobei die meisten Opfer unter den Zwangsarbeitern zu beklagen waren. Die Verlustzahl im Werk war auch deshalb relativ gering, da der 7. Oktober 1944 ein Samstag war und wegen Rohstoffmangel im Werk nicht gearbeitet wurde. Infolgedessen waren auch die Nitrierkessel leer, so das keine Explosion durch im Prozess befindlichen Sprengstoff stattfand. Die wenigen FLAK-Geschütze, die um das Werksgelände postiert waren, beeinträchtigten den Bombenangriff nicht.
Anschließend konnte die TNT-Produktion bis zum Kriegsende nicht wieder aufgenommen werden, hauptsächlich wegen des obertägig zerstörten Leitungsnetzes. Am 31. Dezember 1944 arbeiteten noch 590 sowjetische Zwangsarbeiterinnen im Werk Tanne. Die Befüllung von Bomben und Granaten sowie die Rauchbombenproduktion wurde mit etwa 500 Arbeitern bis zur Besetzung durch die US-Armee am 13. April 1945 aufrechterhalten. Die Produktion wurde kurz zuvor eingestellt und das noch im Prozess befindliche TNT in die Kanalisation geleert. Die US-Armee übergab das Werk im Juni 1945 an die britische Armee. Diese ließ in den Jahren 1946/47 die Produktionsanlagen als Reparationsleistung abbauen.

## Arbeitskräfte
Werk Tanne wurde zunächst als Schläferfabrik errichtet, das heißt, sie wurde nach Fertigstellung zunächst nicht in Betrieb genommen. Kurz vor Beginn des Zweiten Weltkrieges wurde die Sprengstoffproduktion aufgenommen. Wegen des hohen Bedarfs an Soldaten für den Fronteinsatz wurden ab 1942 im Werk etwa so viele Zwangsarbeiter wie reguläre Arbeitskräfte eingesetzt. Diese wurden im vom Deutschen Reich besetzten Ausland entweder mit Versprechungen angeworben oder gewaltsam verschleppt. Die Schlüsselpositionen des Werks hatten Deutsche inne.
Um 1942 arbeiteten etwa 2600 Menschen in der Fabrik, wovon etwa die Hälfte aus Zwangsarbeitern und Kriegsgefangenen rekrutiert wurden. Die Unterbringung dieser ausländischen Arbeitskräfte erfolgte in Lagern in der Umgebung. Bekannte Lager waren:
- Barackenlager Am Pfauenteich
- Kriegsgefangenenarbeitskommando 1354 (Stalag XI B Fallingbostel)
- Lager Bauhofstraße: 400 Personen
- Lager Bürgergarten: 100 Personen (Nationalitätenlager)
- Lager Evangelisches Gemeindehaus Zellerfeld: 50 Personen (sowjetische Frauen)
- Lager Schützenhaus Clausthal (jugoslawische Bürger)
- Lager Hausherzbergerstraße/Hausherzbergerteich
- Lager Fabrik zur Verwertung chemischer Erzeugnisse: 1200 Personen
- Lager Dynamit AG Bauleitung: 300 Personen
- Lager Tanne / Bereitschaftslager: 650 Personen (nur für Deutsche), Lage ehemaliges Bundeswehrgelände
- Lager „Russenlager“ (nur Sowjetbürger und deren Frauen), Lage gegenüber vom Bundeswehrgelände
- Lager Kriegsgefangenenlager (für Kriegsgefangene, außer sowjetischen), Lage Gabelung Altenau / Sankt Andreasberg
- Lager Breslauerstraße (Nationalitätenlager)
- Lager Ehemaliger Sportplatz („Russenlager“)

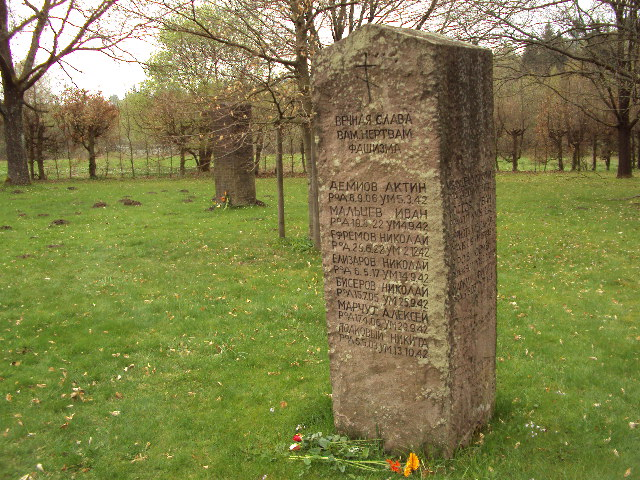
Gedenksteine auf dem „Russenfriedhof“ westlich des Mittleren Pfauenteiches

Die Zwangsarbeiter führten die gefährlichsten und gesundheitsschädlichsten Arbeiten aus. Sie befüllten die Sprengkörper mit dem stark giftigen TNT.
Die Arbeiter hatten eine 48-Stunden-Woche, die um 9 Uhr morgens am Montag begann und freitags um 13 Uhr nachmittags endete. Wegen des ständigen Umgangs mit TNT kam es zu Vergiftungen, die nur mangelhaft behandelt wurden. Für die Arbeiter, die zuvor in Köln und Krümmel ausgebildet und kaum 20 Jahre alt waren, wurde im Werk ein Bordell eingerichtet, das mit einigen Zwangsarbeiterinnen besetzt wurde.
- Siehe auch Innerstetalbahn#Zweiter Weltkrieg

## Werk Tanne heute

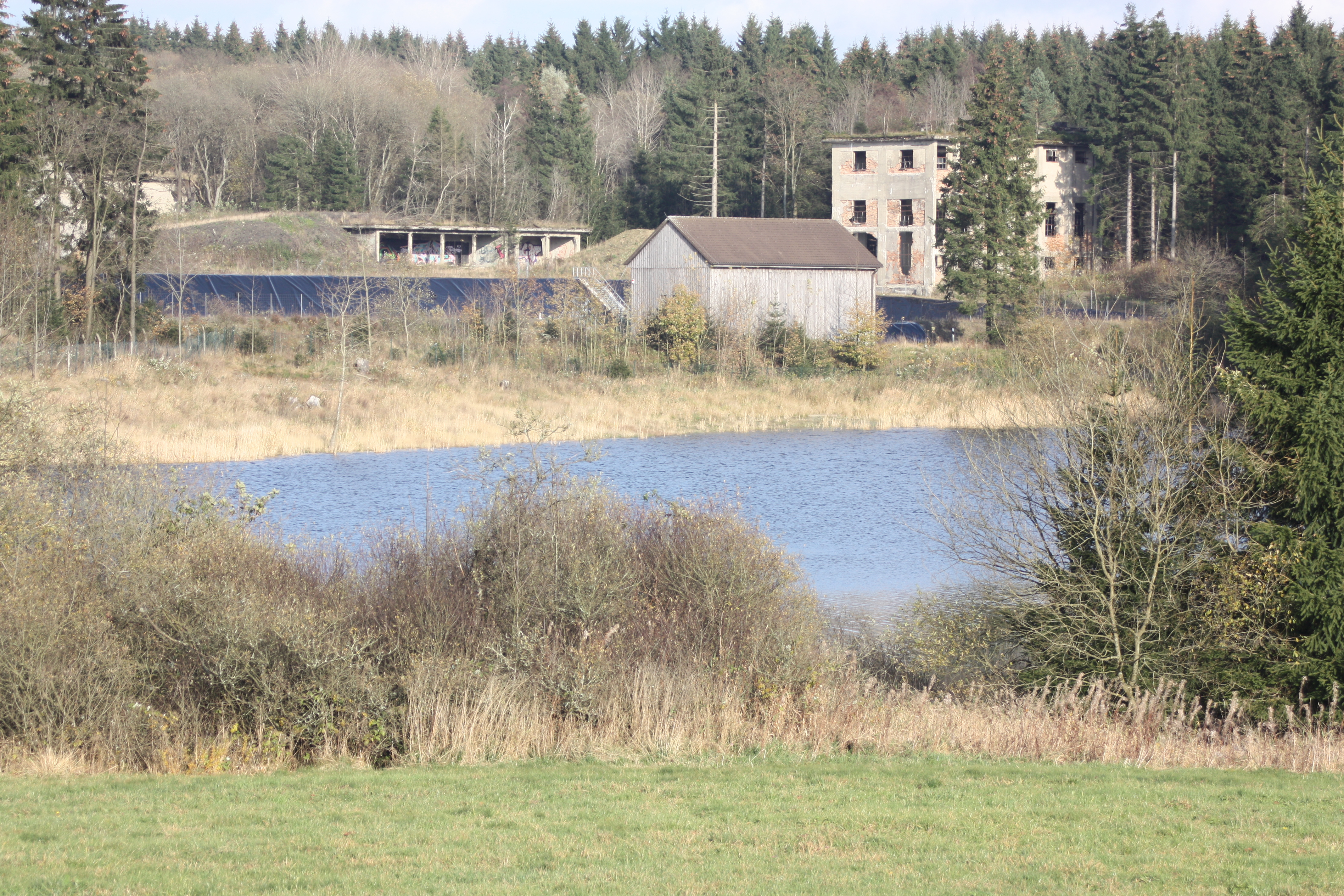
Blick auf einen Teilbereich des Werksgeländes heute. Neben einigen Ruinen im Hintergrund sieht man im Vordergrund einen Holzschuppen, der die Aktivkohleanlage zur Behandlung kontaminierter Sickerwasser beherbergt sowie dahinter Teile der Folieneindichtung eines Pufferbeckens, in dem belastetes Wasser zwischengespeichert werden kann. Davor befindet sich die Wasserfläche des Mittleren Pfauenteiches.

Nach dem Krieg demontierten die Alliierten Einrichtung und Maschinen. Teile der Fabrik, die ihnen unverzichtbar zur Herstellung von Sprengstoff erschienen, sollten durch die Alliierten gesprengt werden. Jedoch existieren die meisten Gebäude heute noch, da viele aus so massivem Beton gebaut worden waren, dass eine vollständige Sprengung zu teuer und aufwändig geworden wäre.
Auf Auswirkungen auf die Umwelt (Luft, Wasser, Boden) wurde bei der damaligen TNT-Produktion nur wenig Rücksicht genommen. Noch heute lagern Altablagerungen im Werksgelände. Mittlerweile wurden mehrere Sanierungsmaßnahmen durchgeführt, die sich aber insbesondere deshalb schwierig gestalten, da durch neue Eingriffe keine Mobilisierung von zurzeit stabil lagernden Schadstoffen ausgehen soll. Erschwert sind die Sanierungen auch deshalb, weil vielerorts die Altablagerungen unbekannt sind: Es sind nur wenige Dokumentationen über den Betrieb des Werks und vor allem über den Verbleib der Stoffe nach 1945 erhalten.
Der ehemalige Grundstückseigentümer, die IVG Immobilien, baute ein Pufferbecken und eine Aktivkohleanlage, mit dem belastetes Niederschlagswasser gespeichert und dann einer Aktivkohlebehandlung zugeführt werden soll. Auf den Nachbargrundstücken, dem Mittleren und Unteren Pfauenteich, hat der Grundstückseigentümer Niedersächsische Landesforsten in den Jahren 2011 und 2012 nahezu alle Altablagerungen entfernt. Damit ist aber die Sanierung des gesamten Standortes bisher insgesamt nur zu kleinen Teilen gelungen. Für die nächsten Jahre ist die Anlage einer zweiten Pufferbeckenanlage mit einer weiteren Aktivkohleanlage sowie die Untersuchung der Neutralisationsschlammdeponien des Werks Tanne, die sich im Stadtgebiet von Clausthal befinden, geplant. Die größte dieser Deponien verbirgt sich unter dem ehemaligen TUS-Sportplatz zwischen den Straßen Kutschenweg und Am Ludwiger Graben.
Beeinträchtigungen der Umwelt gehen weit über das Werksgelände und die benachbarten Flächen hinaus. Die Abwasserleitung erstreckte sich bis nach Osterode am Harz, wo die Abwässer in den Untergrund „versenkt“ wurden und bis heute das Grundwasser belasten.
Zum 1. Februar 2018 übernahm die Halali Verwaltungs GmbH mit Sitz in Liebenau das Areal von der IVG Immobilien. Unter dem Namen „Forstgut Eickhof“ wird das eingezäunte Waldgebiet des ehemaligen Werks Tanne wieder forstwirtschaftlich und jagdlich genutzt, während einzelne Gebäude vermietet werden. Auf dem nördlichen Teil des Geländes ist ein Solarenergie-Park entstanden. Des Weiteren sind Windkraftanlagen auf dem Gelände geplant.
Im November 2024 nahm Niedersachses Umweltminister Christian Meyer in Clausthal-Zellerfeld Europas größte Pflanzenkläranlage in Betrieb. Ihr Ziel: das Gelände der ehemaligen Sprengstoffabrik Werk Tanne von sprengstofftypischen Schadstoffen zu reinigen.